# Linurgus olivaceus
Il fringuello oriolo o fringuello olivaceo (Linurgus olivaceus (Fraser, 1843)) è un uccello passeriforme della famiglia dei Fringillidi: esso rappresenta l'unica specie ascritta al genere Linurgus Reichenbach, 1850.

## Etimologia
Il nome scientifico del genere, Linurgus, deriva dall'unione delle parole greche λινον (linon, "lino") e ουργος (ourgos, "lavoratore"), mentre il nome della specie, olivaceus, si riferisce alla livrea: il significato del nome scientifico del fringuello oriolo, dunque, sarebbe grossomodo "lavoratore del lino di colore olivaceo".

## Descrizione

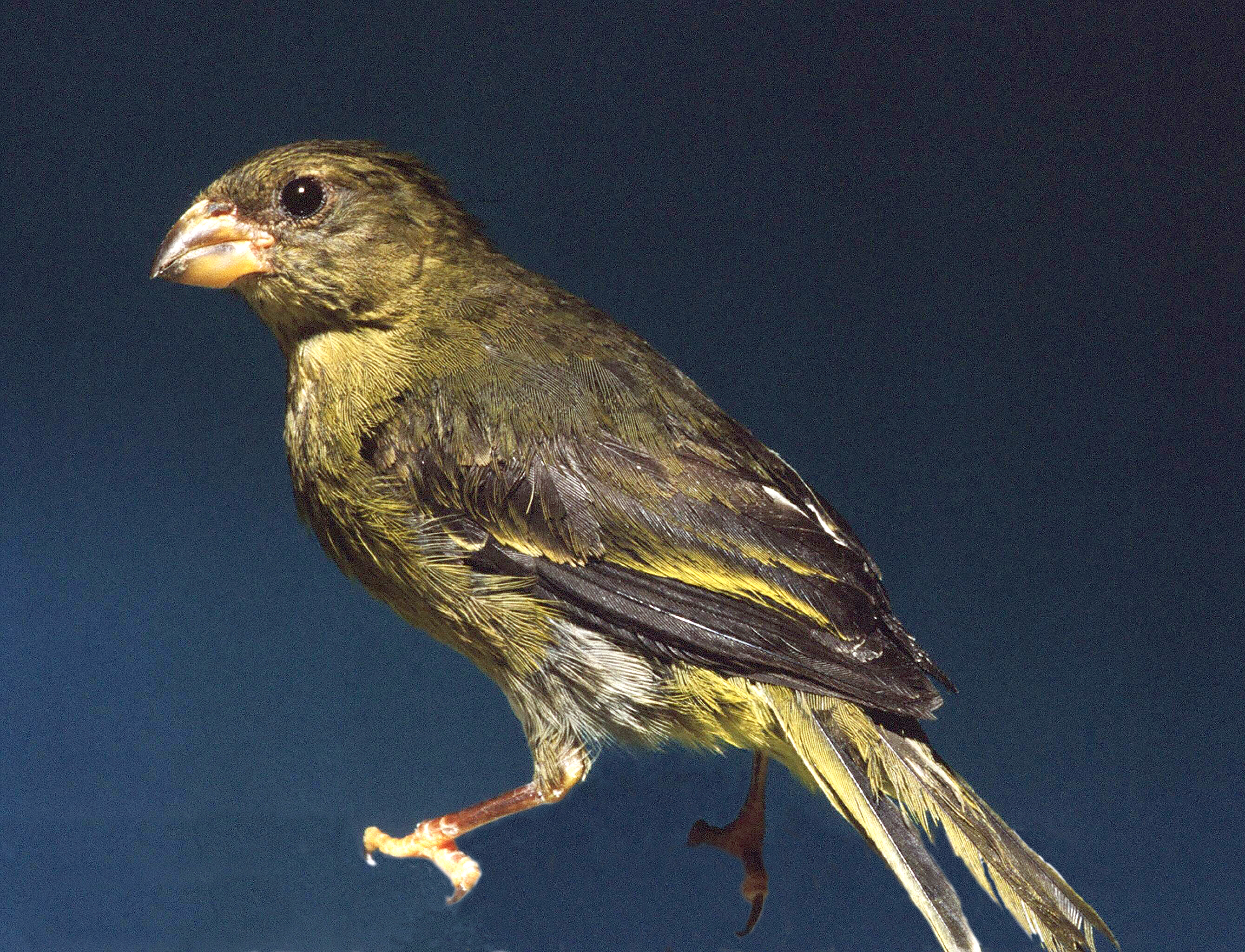
Femmina adulta.

### Dimensioni
Miura 12–13 cm di lunghezza, per un peso di 18-29,5 g.

### Aspetto
Si tratta di uccelli dall'aspetto robusto, muniti di testa arrotondata e robusto becco conico, ali allungate e coda dalla punta squadrata.
Il piumaggio presenta netto dimorfismo sessuale: i maschi, infatti, presentano (come del resto intuibile dal nome comune) livrea simile come colorazione a quella degli orioli, gialla su nuca, lati del collo, petto, ventre e coda, giallo-verdastra su dorso e fianchi, nera su testa, parte superiore del petto e remiganti (sebbene con la barratura gialla tipica di molti carduelini). Le femmine, invece, mancano completamente del nero cefalico e presentano giallo presente solo sotto forma di sfumature, col piumaggio prevalentemente di colore bruno-verdastro. In ambedue i sessi gli occhi sono di colore bruno scuro, il becco è di colore carnicino-giallastro (talvolta cun punta e bordi nerastri) e le zampe sono anch'esse di color carnicino.

## Biologia
Questi uccelli sono prevalentemente diurni e simuovono perlopiù in coppie o in gruppetti familiari, passando la maggior parte della giornata fra i rami bassi o nei pressi del suolo alla ricerca di cibo.

### Alimentazione
La dieta del fringuello oriolo è essenzialmente granivora: esso si nutre infatti perlopiù di semi di albizia, piante erbacee, e anche di semi di tabacco coltivato. La sua dieta comprende inoltre anche altro materiale di origine vegetale, come germogli, bacche e frutti (principalmente fichi), così come (sebbene sporadicamente ed in particolar modo durante la stagione riproduttiva) insetti ed altri piccoli invertebrati.

### Riproduzione
La stagione degli amori va da novembre e febbraio: si tratta di uccelli monogami, con le coppie che divengono piuttosto territoriali in fase di nidificazione, scacciando energicamente eventuali intrusi.
Il nido, a forma di coppa, viene costruito dalla sola femmina, che intreccia fibre vegetali, muschi e licheni alla biforcazione di un ramo: al suo interno, essa depone 4-6 uova, che cova da sola (col maschio che stazione di guardia nei pressi del nido e si occupa di reperire il cibo per sé e per la compagna) per circa due settimane, al termine delle quali schiudono pulli ciechi ed implumi. Essi vengono accuditi e imbeccati da entrambi i genitori per circa tre settimane, al termine delle quali sono pronti per l'involo e virtualmente indipendenti.

## Distribuzione e habitat
Il fringuello oriolo occupa con areale disgiunto l'area montuosa della Guinea orientale, il limite orientale del bacino del Congo e la porzione centro-meridionale della Rift Valley.
Il suo habitat è rappresentato dalla foresta sempreverde montana e submontana con presenza di denso sottobosco, radure ed aree dalla vegetazione arborea non eccessivamente fitta (come campi di taglio e zone di foresta secondaria).

## Sistematica
Inizialmente ascritto al genere Coccothraustes col nome di C. olivaceus, in seguito il fringuello oriolo è stato spostato in un proprio genere monotipico, Linurgus, di dubbia assegnazione tassonomica: dapprima ritenuto un taxon fratello rispetto al genere-contenitore Carduelis, in seguito a più recenti analisi del DNA mitocondriale esso sarebbe risultato invece maggiormente affine a Serinus o al suo sottogenere (poi elevato al rango di genere a sé stante) Crithagra, col quale formerebbe un clade.
Se ne riconoscono quattro sottospecie:
- Linurgus olivaceus olivaceus (Fraser, 1843) - la sottospecie nominale, diffusa in Biafra orientale, Camerun occidentale e sull'isola di Bioko;
- Linurgus olivaceus prigoginei Schouteden, 1950 - diffusa nell'area di confine fra Congo, Ruanda, Burundi e nell'estremo sud dell'Uganda;
- Linurgus olivaceus elgonensis Van Someren, 1918 - diffusa nel Sud Sudan sud-occidentale, in Uganda orientale ed in Kenya centro-occidentale;
- Linurgus olivaceus kilimensis (Reichenow & Neumann, 1895) - diffusa dalle aree collinari del Kenya meridionale al Malawi del nord, attraverso la zona costiera ed il confine occidentale della Tanzania;

La sottospecie kilimensis differisce piuttosto marcatamente dalle altre a livello geneti e pertanto potrebbe essere elevata al rango di specie a sé stante, tuttavia mancano ulteriori dati a conferma di tale ipotesi.